# Falk Jaeger
Falk Jaeger (* 23. September 1950 in Ottweiler, Saarland) ist ein deutscher Autor, Architekturkritiker und Architekturhistoriker. Zu seinem Tätigkeitsbereich gehören Ausstellungs-, Buch- und Lexikonbeiträge zu Themen der zeitgenössischen Architektur, zu Geschichte und Theorie der Architektur und der Denkmalpflege, sowie Fernsehfilme und TV-Magazinbeiträge.

## Leben
Nach seinem Studium der Architektur und der Kunstgeschichte an der Technischen Universität Braunschweig, der Technischen Universität Stuttgart und der Eberhard-Karls-Universität Tübingen arbeitete Falk Jaeger ab 1976 als freier Architekturkritiker für die Tages- und Fachpresse des In- und Auslands sowie für Hörfunk und Fernsehen. Von 1983 bis 1988 war er als wissenschaftlicher Mitarbeiter am Institut für Architektur- und Stadtgeschichte der Technischen Universität Berlin beschäftigt; dem folgte von 1989 bis 1992 ein Lehrauftrag für Architekturkritik an der Technischen Universität Braunschweig.
1993 wurde er von der Universität Hannover mit einer Dissertation über „Das Dominikanerkloster in Esslingen“ zum Dr.-Ing. promoviert. Von 1993 bis 2000 lehrte er als Hochschuldozent für Architekturtheorie an der Technischen Universität Dresden, wo er 2000 außerplanmäßiger Professor für Architekturtheorie und Architekturkritik wurde.
In der Zeit von 2001 bis 2002 war er Chefredakteur der bauzeitung. Seit 2002 ist er mit Sitz in Berlin als Publizist, Kritiker, Kurator und Juror tätig, mit Lehraufträgen an verschiedenen Hochschulen. Er ist Kolumnist der Zeitschrift wettbewerbe aktuell und des Internetportals momentum. Seit 2007 ist er Herausgeber und großenteils Autor der im Berliner Jovis Verlag erscheinenden monografischen Buchreihe Jovis Portfolio, in der herausragende Architekten porträtiert werden.
Jaeger ist verheiratet und hat drei Kinder.

## Schriften (Auswahl)
- 1979: Unmerklich wandelt sich das Stadtgesicht. Ausstellung und Katalog, Stadtarchiv, Esslingen
- 1985: Der Internationale Stil 1932. (Autoren: Henry-Russell Hitchcock und Philip Johnson, Vorwort und Bearbeitung der deutschen Ausgabe durch Jaeger) Vieweg, Braunschweig 1985, ISBN 3-528-08770-6.
- 1985: Bauen in Deutschland. Ein Führer durch die Architektur des 20. Jahrhunderts in der Bundesrepublik und in West-Berlin. Hatje, Stuttgart 1985, ISBN 3-7757-0182-6.
- 1987: Posthorn & Reichsadler. Die historischen Postbauten in Berlin. Nicolai, Berlin 1987, ISBN 3-87584-197-2.
- 1991: Zurück zu den Stilen. Baukunst der achtziger Jahre in Berlin. Ernst & Sohn, Berlin 1991, ISBN 3-433-02336-0.
- 1997: 100 Bauwerke in Stuttgart. Ein Wegweiser zu Bauwerken von historischem und baukünstlerischem Rang. Schnell und Steiner, Regensburg 1997, ISBN 3-7954-1110-6.
- 2001: Architektur für das neue Jahrtausend. Baukunst der neunziger Jahre in Berlin. DVA, Stuttgart / München 2001, ISBN 3-421-03281-5.
- 2005: Der Kopf des Architekten. Zeichnungen und Baukunst von Sergei Tchoban. Jovis, Berlin 2005, ISBN 3-936314-75-6.
- 2007: Unter schwingenden Dächern. Die Neue Messe Stuttgart. avedition, Ludwigsburg 2007, ISBN 978-3-89986-091-7.
- 2007: Denkmalpflege kreativ. 20 anregende Beispiele aus Hamburg. Gutberg, Hamburg 2007, ISBN 978-3-940-558-36-7.
- 2010: 3 Stadia 2010. Architektur für einen afrikanischen Traum. Jovis, Berlin 2010, ISBN 978-3-86859-063-0.
- 2010: Das Dortmunder U. Die Architektur. Kettler, Dortmund 2010, ISBN 978-3-86206-056-6.
- 2012: Next 3 Stadia. Warsaw, Bucharest, Kiev. Jovis, Berlin 2012, ISBN 978-3-86859-154-5.
- 2014: 3+1 Stadia for Brazil. Jovis, Berlin 2014, ISBN 978-3-86859-326-6.
- 2014: Transparenz und Würde. Das Bundesverfassungsgericht und seine Architektur. Jovis, Berlin 2014, ISBN 978-3-86859-286-3.

## Auszeichnungen
- 1985: Journalistenpreis des Deutschen Nationalkomitees für Denkmalschutz
- 1993: 1. Preis für Architekturkritik der Bundesarchitektenkammer
- 2001: Literaturpreis des DAI (Verband Deutscher Architekten- und Ingenieurvereine)